# Stenogomphurus consanguis
Stenogomphurus consanguis är en trollsländeart som först beskrevs av Selys 1879.  Stenogomphurus consanguis ingår i släktet Stenogomphurus och familjen flodtrollsländor. Inga underarter finns listade i Catalogue of Life.